# 荒川清
荒川 清（あらかわ きよし、1893年3月10日 - 没年不詳）は、日本の俳優、映画監督である。

## 人物・来歴
1893年（明治26年）3月10日、山形県最上郡戸沢村大字名高に生まれる。
日活向島撮影所に入社し、1918年（大正7年）11月、同撮影所でのサイレント映画『西郷隆盛』で、エキストラとして乗馬将校の役で出演したのが、最初であるという。日活データベース、日本映画データベースによれば、西郷隆盛を主題にした同時代の作品は、同年11月3日に公開された日活関西撮影所による『西郷隆盛』のみである。記録に残るものでは、1920年（大正9年）12月12日に公開された『山の老校長』（監督坂田重則）に出演している。1921年（大正10年）10月、同社を退社し、帝国興行の撮影所に移籍、同年、同社が俳優の高勢實（のちの高勢實乘）に協力して設立した高勢映画研究所が製作したサイレント映画『飛行家の妻』の撮影にスタッフとして参加する。1922年（大正11年）11月、高田馬場に撮影所を持つ小松商会に移籍、『熱火の狼』『覚性の男』などに主演したという。
1923年（大正12年）に発行された『現代俳優名鑑』（揚幕社）によれば、当時、荒川は、小松商会撮影所に所属し、東京府南葛飾郡寺島町（現在の東京都墨田区東向島）に住み、身長は5尺4寸2分（約164.2センチメートル）、体重16貫200匁（約60.8キログラム）、妻子など詳細は不明だが「五人家族」とあり、常用煙草はゴールデンバットであるという。同年10月に製作・公開された『史劇 和気清麿公』に出演した記録が残っており、同作の監督である高松豊治郎が代表を務める活動写真資料研究會が同作を製作している。文化庁の「日本映画情報システム」によれば、同研究会の後身であるタカマツ・アズマプロダクションが製作し、1925年（大正14年）9月11日に公開された『義憤の血煙』で、荒川は監督を務めている。以降、同社が、京都の牧野省三のマキノ・プロダクションと提携して「マキノ・プロダクション東京撮影所」として製作した作品を含めて、同社の作品に、1927年（昭和2年）までの間、出演した。1930年（昭和5年）には、同社で監督・俳優であった江川宇礼雄が監督した『經濟日本建設 愛の浄火』に出演している。以降の出演などの記録は不明であり、消息もわからない。没年不詳。

## フィルモグラフィ
特筆以外のクレジットはすべて「出演」である。公開日の右側には役名、および東京国立近代美術館フィルムセンター（NFC）、マツダ映画社所蔵等の上映用プリントの現存状況についても記す。同センター等に所蔵されていないものは、とくに1940年代以前の作品についてはほぼ現存しないフィルムである。資料によってタイトルの異なるものは併記した。

### 日活向島撮影所
すべて製作は「日活向島撮影所」、配給は「日活」、すべてサイレント映画である。
- 『山の老校長』 : 監督坂田重則、原作牧野省三、1920年12月12日公開
- 『生活安定の巻』 : 監督高松豊治郎・岩岡巽、製作活動写真資料研究會、1920年製作・公開 - 出演[9]

### 帝国興行・小松商会
- 『飛行家の妻』 : 監督不明、製作高勢映画研究所、配給帝国興行、1921年11月13日公開 - 撮影スタッフ[1]
- 『二匹の犬』 : 監督不明、製作・配給帝国興行、1922年6月製作・公開 - 撮影スタッフ[1]
- 『熱火の狼』 : 監督不明、製作・配給小松商会、1922年11月製作・公開 - 黒川捨三（主演）[1]
- 『覚性の男』 : 監督不明、製作・配給小松商会、1922年11月製作・公開 - 主演[1]

### タカマツ・アズマプロダクション
特筆以外すべて製作・配給は「タカマツ・アズマプロダクション」、すべてサイレント映画である。
- 『史劇 和気清麿公』 : 監督高松豊治郎、製作活動写真資料研究會、1923年10月製作・公開 - 役名不明、38分尺で現存（NFC所蔵[5]）
- 『義憤の血煙』 : 1925年9月11日公開 - 監督[4]
- 『噫飯束巡査部長』 : 監督高松操、製作マキノプロダクション御室撮影所、1925年12月31日公開 - 森下金次
- 『クロスワード』 : 監督高松操、製作マキノプロダクション東京撮影所、1926年1月1日公開 - 戸川猛
- 『燃ゆる情魂 前篇』 : 監督友成用三、1926年2月19日公開 - 島の男岩波
- 『燃ゆる情魂 後篇』 : 監督友成用三、1926年2月26日公開 - 島の男岩波
- 『港の謙吉』（改題『日本の血』） : 監督横田豊秋、1926年3月12日公開 - 荒尾五郎（金貸し）
- 『紅扇』 : 監督友成用三、1926年3月20日公開 - 谷上宗七
- 『母に誓ひて』 : 監督山本嘉次郎、1926年4月3日公開 - 服部医師
- 『金!金! 現代篇』 : 監督曾根純三、製作マキノプロダクション御室撮影所、1926年4月30日公開
- 『銅銭会事変』 : 監督横田豊秋、1926年7月1日公開 - 松平越中守
- 『剣侠無明』 : 監督高松操、1926年10月27日公開 - 鷲塚平吉
- 『国境の血涙』 : 監督友成用三、1926年製作・公開 - 馬賊頭目
- 『マツダ映画小品集 雲』 : 監督山本嘉次郎、1926年製作・公開 - 漂白の巡礼
- 『マツダ映画小品集 雪』 : 監督山根幹人、1926年製作・公開 - その父

- 『国定忠次侠血篇』 : 監督江川宇礼雄、1927年1月1日公開 - 山形屋藤蔵
- 『男の中の一匹』 : 監督相良輝男、配給日本映画配給、1927年2月1日公開 - 夜嵐長兵衛
- 『辻切縦横組』 : 1927年3月25日公開 - 監督
- 『乱刃』 : 監督持田米彦、1927年4月1日公開
- 『二人の女性』 : 監督友成用三、1927年製作・公開 - 飯野象三
- 『陽炎の舞』 : 監督友成用三、1927年製作・公開 - 安藤萬十
- 『愛染手網 前後篇』 : 監督高松操、1927年製作・公開 - 鶴岡重太（馬術の弟子）

- 『經濟日本建設 愛の浄火』 : 監督江川宇礼雄、製作富士映画製作、1930年製作・公開 - 奥田善三、31分尺で現存（NFC所蔵[5]）